# Taça de Portugal 1978-1979
La Taça de Portugal 1978-1979 fu la 39ª edizione della Coppa di Portogallo. La squadra vincitrice fu il Boavista per la terza volta nella sua storia.

## Squadre partecipanti
In questa edizione erano presenti:
- Le squadre di Primeira Divisão, qualificate al secondo turno
- Le squadre di Segunda Divisão, qualificate al primo turno
- Le squadre di Terceira Divisão, qualificate al primo turno
- La rappresentativa delle Azzorre, qualificata ai sedicesimi di finale.

### Primeira Divisão

#### 16 squadre
| - Académica - Académico de Viseu - Barreirense - Beira-Mar | - Belenenses - Benfica - Braga - Boavista | - Estoril Praia - Famalicão - Marítimo - Porto | - Sporting Lisbona - Varzim - Vitória Guimarães - Vitória Setúbal |

### Segunda Divisão

#### 48 squadre
| - Águeda - Alba - Aliados Lordelo - Almada - Amora - Atlético CP - Caldas - Chaves - Cova da Piedade - Covilhã - Quimigal Barreiro - Desp. Aves | - O Elvas - Espinho - Estrela Portalegre - Fafe - Farense - Feirense - Gil Vicente - Juventude de Évora - Leixões - Lourosa - Marinhense - Montijo | - Nacional - Odivelas - Olhanense - Oliveira do Bairro - Paços Ferreira - Paredes - Penafiel - Peniche - Portalegrense - Portimonense - Rio Ave - Riopele | - Sacavenense - Salgueiros - 1º de Maio - Seixal - Tadim - Torreense - Vianense - União de Coimbra - União de Lamas - União Leiria - União Santarém - União de Tomar |

### Terceira Divisão

#### 96 squadre
| - Abambres - Acurede - Alcains - Alcanenense - Alcobaça - Alcochetense - Aljustrelense - Alverca - Amarante - Amiense - Anadia - Ançã - Avanca - Avintes - Benfica e C.B. - Bombarralense - Bragança - Bucelenses - Bustelo - Cabeceirense - Campomaiorense - Cartaxo - Casa Pia - Comércio e Indústria | - Desportivo Beja - D. Castelo Branco - Desportivo Matrena - Eléctrico - Esperança Lagos - Estrela Amadora - Febres - Forjães - Freamunde - Gouveia - Guarda - Infesta - Joane - Leça - Leiria e Marrazes - Leverense - Limianos - Loures - Lusitânia - Lusitano - Lusitano FC - Lusitano VRSA - Luso - Mangualde | - Merelinense - Mirandela - Mirense - Mogadourense - Molelos - Monção - Mondinense - Naval - Nazarenos - Nisa e Benfica - Odemirense - Olivais - Olivais e Moscavide - Oliveirense - Oriental Lisbona - Os Vilanovenses - Paços de Brandão - Paio Pires - Pêro Pinheiro - Prado - Quarteirense - Quiaios - Régua - Ribeirão | - Rio Maior - Sanjoanense - Serpa - Sesimbra - Silves - Sintrense - Sporting Lamego - Tirsense - Tocha - Tondela - Torres Novas - União Madeira - União de Montemor - União Santiago - Unidos - Valecambrense - Valonguense - Vasco da Gama Sines - Vendas Novas - Vila Real - Vilanovense - Viseu e Benfica - Vitória Lisbona - Vizela |

### Rappresentativa coloniale
- Angrense (Azzorre)

## Primo turno
|                      | Risultato |                     |
| -------------------- | --------- | ------------------- |
| Vitória Lisbona      | 3 - 1     | Casa Pia            |
| Viseu e Benfica      | 1 - 0     | Acurede             |
| Os Vilanovenses      | 1 - 0     | União de Coimbra    |
| Vilanovense          | 1 - 0     | Rio Ave             |
| Vianense             | 1 - 2     | Espinho             |
| Valonguense          | 1 - 3     | Vizela              |
| União de Tomar       | 2 - 2     | Caldas              |
| União Santarém       | 4 - 1     | Quiaios             |
| União de Montemor    | 0 - 2     | Vasco da Gama Sines |
| União de Lamas       | 6 - 0     | Marinhense          |
| Torres Novas         | 0 - 2     | Feirense            |
| Torreense            | 5 - 0     | Ançã                |
| Tocha                | 0 - 1     | Estrela Portalegre  |
| Tirsense             | 1 - 0     | Lourosa             |
| Farense              | 3 - 0     | Bucelenses          |
| Covilhã              | 1 - 0     | Alcains             |
| Olivais              | 0 - 1     | Alcochetense        |
| Cartaxo              | 4 - 1     | Tondela             |
| Régua                | 4 - 2     | Vila Real           |
| União Santiago       | 2 - 1     | Portimonense        |
| Sacavenense          | 1 - 0     | Sesimbra            |
| Rio Maior            | 1 - 0     | Desportivo Matrena  |
| Quarteirense         | 1 - 0     | Sintrense           |
| Portalegrense        | 1 - 0     | Oliveira do Bairro  |
| Pêro Pinheiro        | 4 - 1     | Lusitano VRSA       |
| Paio Pires           | 0 - 1     | 1º de Maio          |
| Paços Ferreira       | 1 - 0     | Salgueiros          |
| Unidos               | 3 - 0     | Loures              |
| Oliveirense          | 2 - 0     | Tadim               |
| Mondinense           | 0 - 1     | Valecambrense       |
| Monção               | 2 - 1     | Bragança            |
| Molelos              | 3 - 1     | Campomaiorense      |
| Mogadourense         | 4 - 1     | Bustelo             |
| Leiria e Marrazes    | 4 - 1     | Nisa e Benfica      |
| Mangualde            | 1 - 1     | Águeda              |
| Luso                 | 2 - 1     | Esperança Lagos     |
| Lusitânia            | 2 - 1     | Nacional            |
| Aliados Lordelo      | 3 - 4     | Leixões             |
| Leverense            | 2 - 0     | Limianos            |
| Juventude de Évora   | 4 - 0     | Aljustrelense       |
| Guarda               | 1 - 0     | Bombarralense       |
| Gouveia              | 0 - 1     | Lusitano FC         |
| Alcobaça             | 1 - 2     | Peniche             |
| Gil Vicente          | 1 - 0     | Mirandela           |
| Chaves               | 2 - 0     | Prado               |
| Freamunde            | 3 - 1     | Ribeirão            |
| Forjães              | 2 - 1     | Amarante            |
| Febres               | 1 - 0     | Eléctrico           |
| Silves               | 2 - 4     | Olivais e Moscavide |
| Serpa                | 0 - 1     | União Madeira       |
| Seixal               | 2 - 0     | Vendas Novas        |
| Penafiel             | 1 - 2     | Riopele             |
| Odivelas             | 5 - 0     | Odemirense          |
| Leça                 | 2 - 0     | Merelinense         |
| Infesta              | 4 - 0     | Desp. Aves          |
| Anadia               | 0 - 1     | União Leiria        |
| Estrela Amadora      | 1 - 0     | Alverca             |
| Desportivo Beja      | 0 - 1     | Montijo             |
| Quimigal Barreiro    | 2 - 0     | Oriental Lisbona    |
| Cova da Piedade      | 1 - 0     | Lusitano            |
| Comércio e Indústria | 1 - 2     | O Elvas             |
| D. Castelo Branco    | 1 - 0     | Nazarenos           |
| Benfica e C.B.       | 5 - 0     | Mirense             |
| Avintes              | 3 - 3     | Paços de Brandão    |
| Avanca               | 4 - 1     | Cabeceirense        |
| Atlético CP          | 3 - 0     | Olhanense           |
| Amiense              | 0 - 4     | Alba                |
| Almada               | 0 - 0     | Amora               |
| Alcanenense          | 4 - 0     | Naval               |
| Sanjoanense          | 1 - 1     | Sporting Lamego     |
| Fafe                 | 3 - 1     | Paredes             |
| Abambres             | 1 - 1     | Joane               |

## Ripescaggi primo turno
Dopo il primo turno ci fu una fase con tutte le perdenti.
|                      | Risultato |                    |
| -------------------- | --------- | ------------------ |
| Vianense             | 5 - 0     | Valonguense        |
| União de Montemor    | 1 - 0     | Sesimbra           |
| União de Coimbra     | 7 - 0     | Quiaios            |
| Torres Novas         | 2 - 0     | Eléctrico          |
| Tocha                | 0 - 2     | Caldas             |
| Vila Real            | 3 - 0     | Sanjoanense        |
| Portimonense         | 4 - 1     | Sintrense          |
| Olhanense            | 1 - 1     | Olivais            |
| Bombarralense        | 1 - 3     | Alcobaça           |
| Salgueiros           | 3 - 0     | Limianos           |
| Ribeirão             | 1 - 0     | Tadim              |
| Prado                | 0 - 1     | Rio Ave            |
| Paredes              | 6 - 0     | Lourosa            |
| Paio Pires           | 3 - 0     | Silves             |
| Odemirense           | 0 - 4     | Bucelenses         |
| Nisa e Benfica       | 3 - 0     | Tondela            |
| Nacional             | 1 - 0     | Oriental Lisbona   |
| Mirense              | 1 - 0     | Marinhense         |
| Merelinense          | 4 - 1     | Amarante           |
| Desportivo Matrena   | 2 - 1     | Oliveira do Bairro |
| Mangualde            | 3 - 1     | Nazarenos          |
| Lusitano             | 3 - 1     | Serpa              |
| Lusitano VRSA        | 0 - 1     | Aljustrelense      |
| Aliados Lordelo      | 4 - 1     | Mondinense         |
| Gouveia              | 5 - 2     | Ançã               |
| Vendas Novas         | 1 - 0     | Almada             |
| Esperança Lagos      | 1 - 4     | Desportivo Beja    |
| Desp. Aves           | 1 - 2     | Penafiel           |
| Comércio e Indústria | 2 - 0     | Alverca            |
| Casa Pia             | 0 - 0     | Loures             |
| Campomaiorense       | 3 - 0     | Alcains            |
| Cabeceirense         | 2 - 1     | Avintes            |
| Bustelo              | 0 - 4     | Bragança           |
| Amiense              | 1 - 2     | Naval              |
| Acurede              | 0 - 1     | Anadia             |
| Abambres             | 1 - 3     | Mirandela          |

## Secondo turno
|                      | Risultato |                     |
| -------------------- | --------- | ------------------- |
| Estoril Praia        | 3 - 0     | Porto               |
| Benfica              | 3 - 0     | Aliados Lordelo     |
| Alcochetense         | 0 - 2     | Sporting Lisbona    |
| Viseu e Benfica      | 1 - 1     | Nacional            |
| Os Vilanovenses      | 1 - 0     | Riopele             |
| Vilanovense          | 0 - 3     | Famalicão           |
| União Leiria         | 1 - 2     | Atlético CP         |
| União de Coimbra     | 2 - 1     | Régua               |
| Torres Novas         | 1 - 2     | Cova da Piedade     |
| Tirsense             | 0 - 1     | Bucelenses          |
| Espinho              | 3 - 1     | Silves              |
| Covilhã              | 1 - 1     | União Santarém      |
| Braga                | 1 - 0     | Marítimo            |
| Cartaxo              | 0 - 5     | União Santiago      |
| Vila Real            | 1 - 1     | Chaves              |
| Beira-Mar            | 3 - 0     | Avanca              |
| 1º de Maio           | 2 - 1     | Vitória Lisbona     |
| Rio Maior            | 0 - 2     | Sacavenense         |
| Rio Ave              | 2 - 0     | Lusitânia           |
| Quarteirense         | 1 - 1     | Belenenses          |
| Portalegrense        | 0 - 0     | Seixal              |
| Peniche              | 4 - 1     | Lusitano FC         |
| Paredes              | 2 - 0     | Vitória Setúbal     |
| Paços de Brandão     | 1 - 0     | Alba                |
| Unidos               | 1 - 3     | Vitória Guimarães   |
| Oliveirense          | 0 - 0     | Barreirense         |
| Olivais e Moscavide  | 1 - 2     | Vizela              |
| Molelos              | 4 - 0     | D. Castelo Branco   |
| Mogadourense         | 1 - 2     | Torreense           |
| Mirense              | 1 - 4     | Gil Vicente         |
| Mirandela            | 0 - 1     | Farense             |
| Merelinense          | 3 - 2     | Varzim              |
| Desportivo Matrena   | 2 - 1     | Salgueiros          |
| Mangualde            | 0 - 1     | Amora               |
| Lusitano             | 3 - 0     | Cabeceirense        |
| Loures               | 1 - 1     | Olhanense           |
| Leverense            | 0 - 3     | Boavista            |
| Leixões              | 3 - 0     | Bragança            |
| Juventude de Évora   | 3 - 1     | Sporting Lamego     |
| Guarda               | 2 - 1     | Forjães             |
| Gouveia              | 0 - 3     | Leiria e Marrazes   |
| Alcobaça             | 0 - 1     | Pêro Pinheiro       |
| Freamunde            | 2 - 2     | Quimigal Barreiro   |
| Febres               | 1 - 3     | Vianense            |
| Penafiel             | 2 - 1     | Portimonense        |
| Odivelas             | 2 - 1     | Caldas              |
| Leça                 | 0 - 1     | O Elvas             |
| Infesta              | 7 - 1     | União de Montemor   |
| Anadia               | 2 - 2     | Paços Ferreira      |
| Vendas Novas         | 0 - 1     | Fafe                |
| Estrela Portalegre   | 2 - 0     | Naval               |
| Desportivo Beja      | 4 - 2     | Luso                |
| Comércio e Indústria | 0 - 1     | União de Tomar      |
| Montijo              | 3 - 2     | União Madeira       |
| Feirense             | 5 - 1     | Nisa e Benfica      |
| Campomaiorense       | 3 - 2     | Joane               |
| Benfica e C.B.       | 3 - 1     | Vasco da Gama Sines |
| Aljustrelense        | 1 - 0     | Valecambrense       |
| Alcanenense          | 0 - 1     | Ribeirão            |
| Águeda               | 2 - 0     | Estrela Amadora     |
| Académico de Viseu   | 4 - 1     | Monção              |
| Académica            | 4 - 0     | União de Lamas      |

## Terzo turno
|                   | Risultato |                    |
| ----------------- | --------- | ------------------ |
| Benfica           | 4 - 0     | Beira-Mar          |
| Sporting Lisbona  | 3 - 0     | 1º de Maio         |
| Vitória Guimarães | 3 - 0     | Aljustrelense      |
| Vianense          | 1 - 2     | Fafe               |
| União Santarém    | 0 - 0     | Amora              |
| Torreense         | 0 - 0     | Académico de Viseu |
| Vila Real         | 2 - 1     | Sacavenense        |
| Olhanense         | 0 - 0     | Académica          |
| União Santiago    | 4 - 0     | Desportivo Matrena |
| Rio Ave           | 3 - 0     | Guarda             |
| Ribeirão          | 1 - 0     | Lusitano           |
| Portalegrense     | 2 - 0     | União de Coimbra   |
| Paredes           | 1 - 2     | Boavista           |
| Paços Ferreira    | 3 - 0     | Infesta            |
| Paços de Brandão  | 6 - 1     | Águeda             |
| O Elvas           | 3 - 1     | Campomaiorense     |
| Molelos           | 1 - 3     | Benfica e C.B.     |
| Leiria e Marrazes | 0 - 0     | Merelinense        |
| Leixões           | 4 - 0     | Desportivo Beja    |
| Estoril Praia     | 1 - 2     | Braga              |
| Vizela            | 2 - 3     | Espinho            |
| Penafiel          | 2 - 0     | Estrela Portalegre |
| Odivelas          | 2 - 1     | Nacional           |
| Feirense          | 4 - 1     | Juventude de Évora |
| Famalicão         | 1 - 1     | Riopele            |
| Barreirense       | 1 - 2     | Gil Vicente        |
| Cova da Piedade   | 1 - 0     | União de Tomar     |
| Montijo           | 1 - 0     | Quimigal Barreiro  |
| Bucelenses        | 4 - 0     | Pêro Pinheiro      |
| Belenenses        | 3 - 0     | Farense            |
| Atlético CP       | 1 - 0     | Peniche            |

## Sedicesimi di finale
|                    | Risultato |                  |
| ------------------ | --------- | ---------------- |
| Braga              | 2 - 1     | Benfica          |
| Portalegrense      | 0 - 1     | Sporting Lisbona |
| Vitória Guimarães  | 5 - 0     | Bucelenses       |
| Espinho            | 3 - 1     | Paços de Brandão |
| Rio Ave            | 1 - 1     | Feirense         |
| Paços Ferreira     | 1 - 2     | Fafe             |
| Merelinense        | 1 - 2     | Vila Real        |
| Gil Vicente        | 2 - 0     | Angrense         |
| Odivelas           | 2 - 2     | Penafiel         |
| Famalicão          | 1 - 0     | Benfica e C.B.   |
| Cova da Piedade    | 3 - 2     | Ribeirão         |
| Montijo            | 6 - 1     | União Santiago   |
| Boavista           | 2 - 0     | Leixões          |
| Atlético CP        | 1 - 1     | Belenenses       |
| Académico de Viseu | 1 - 0     | Amora            |
| Académica          | 3 - 2     | O Elvas          |

## Ottavi di finale
|                    | Risultato |                  |
| ------------------ | --------- | ---------------- |
| Vitória Guimarães  | 1 - 3 dts | Sporting Lisbona |
| Braga              | 5 - 2     | Gil Vicente      |
| Vila Real          | 0 - 2     | Penafiel         |
| Montijo            | 0 - 0     | Famalicão        |
| Boavista           | 1 - 1     | Belenenses       |
| Fafe               | 2 - 0     | Feirense         |
| Académico de Viseu | 2 - 1     | Espinho          |
| Académica          | 4 - 0     | Cova da Piedade  |

## Quarti di finale
|                    | Risultato |           |
| ------------------ | --------- | --------- |
| Sporting Lisbona   | 2 - 0     | Famalicão |
| Fafe               | 1 - 1     | Penafiel  |
| Académico de Viseu | 0 - 2     | Braga     |
| Académica          | 1 - 2     | Boavista  |

## Semifinali
|       | Risultato |                  |
| ----- | --------- | ---------------- |
| Fafe  | 0 - 1     | Sporting Lisbona |
| Braga | 0 - 1     | Boavista         |

## Finale
| Arbitro: | Marques Pires (Setúbal) |

|           |           |                |
| Júlio 76’ | Marcatori | 73’ Rui Jordão |

| Boavista | Sporting CP |

### Formazioni
| Boavista    |   |                   |  |      |
|             |   |                   |  |      |
| POR         | 1 | Luís Matos        |  |      |
| DIF         |   | Mário João ()     |  |      |
| DIF         |   | Artur Ferreira    |  |      |
| DIF         |   | António Taí       |  | 110’ |
| DIF         |   | Manuel Barbosa    |  |      |
| CEN         |   | Albertino Pereira |  |      |
| CEN         |   | Eliseu Ramalho    |  |      |
| ATT         |   | Júlio Augusto     |  |      |
| ATT         |   | Mário Moinhos     |  | 105’ |
| ATT         |   | Jorge Gomes       |  |      |
| ATT         |   | Salvador Almeida  |  |      |
| Sostituiti: |   |                   |  |      |
| DIF         |   | Amândio Barreiras |  | 110’ |
| DIF         |   | Queiró            |  | 105’ |
| Allenatore: |   |                   |  |      |
| Jimmy Hagan |   |                   |  |      |

| Sporting Lisbona |   |                    |  |     |
|                  |   |                    |  |     |
| POR              | 1 | António Botelho    |  |     |
| DIF              |   | Marinho            |  |     |
| DIF              |   | Vitorino Bastos () |  | 36’ |
| DIF              |   | Paulo Meneses      |  |     |
| DIF              |   | João Laranjeira    |  |     |
| DIF              |   | Augusto Inácio     |  |     |
| CEN              |   | Zandonaide Filho   |  | 70’ |
| ATT              |   | Samuel Fraguito    |  |     |
| ATT              |   | Rui Jordão         |  |     |
| ATT              |   | Manuel Fernandes   |  |     |
| ATT              |   | Ademar Marques     |  |     |
| Sostituiti:      |   |                    |  |     |
| CEN              |   | Baltasar           |  | 70’ |
| ATT              |   | Manoel Costa       |  | 36’ |
| Allenatore:      |   |                    |  |     |
| Milorad Pavić    |   |                    |  |     |

### Ripetizione
| Arbitro: | Rosa Santos (Beja) |

|           |           |  |
| Júlio 40’ | Marcatori |  |

| Boavista | Sporting CP |

#### Formazioni
| Boavista    |   |                   |  |          |
|             |   |                   |  |          |
| POR         | 1 | Luís Matos        |  |          |
| DIF         |   | António Taí       |  |          |
| DIF         |   | Artur Ferreira    |  |          |
| DIF         |   | Mário João ()     |  |          |
| CEN         |   | Eliseu Ramalho    |  | Uscita   |
| CEN         |   | Albertino Pereira |  |          |
| CEN         |   | Manuel Barbosa    |  |          |
| ATT         |   | Mário Moinhos     |  | Uscita   |
| ATT         |   | Júlio Augusto     |  |          |
| ATT         |   | Salvador Almeida  |  |          |
| ATT         |   | Jorge Gomes       |  |          |
| Sostituiti: |   |                   |  |          |
| DIF         |   | Amândio Barreiras |  | Ingresso |
| DIF         |   | Queiró            |  | Ingresso |
| Allenatore: |   |                   |  |          |
| Jimmy Hagan |   |                   |  |          |

| Sporting Lisbona |   |                    |  |     |
|                  |   |                    |  |     |
| POR              | 1 | António Botelho    |  |     |
| DIF              |   | Paulo Meneses      |  |     |
| DIF              |   | Marinho            |  |     |
| DIF              |   | João Laranjeira () |  |     |
| DIF              |   | Augusto Inácio     |  |     |
| CEN              |   | Baltasar           |  |     |
| CEN              |   | Ademar Marques     |  |     |
| ATT              |   | Samuel Fraguito    |  |     |
| ATT              |   | Carlos Freire      |  |     |
| ATT              |   | Manoel Costa       |  | 46’ |
| ATT              |   | Manuel Fernandes   |  |     |
| Sostituiti:      |   |                    |  |     |
| ATT              |   | Rui Jordão         |  | 46’ |
| Allenatore:      |   |                    |  |     |
| Milorad Pavić    |   |                    |  |     |